# G.J. Krol & Co.
G.J. Krol & Co., Chemische fabriek van beenderproducten was een bedrijf te Zwolle dat zich vanaf het midden der 19e eeuw bezighield met de verwerking van beenderen. Aanvankelijk produceerde men beenzwart, maar na 1880 werd ook beendermeel geproduceerd dat toepassing vond als meststof.
Omstreeks deze tijd begon het gebruik van kunstmest op te komen, en de firma Krol ging zich meer en meer op de kunstmestgroothandel richten. De naam werd veranderd in NV G.J. Krol & Co.'s Kunstmesthandel.
In 1959, toen het de op een na grootste kunstmesthandel van Nederland was, fuseerde het met de NV Noord-Nederlandsche Kunstmesthandel (NNK) te Groningen tot de Nationale Agrarische Industrie- en Handelsmaatschappij "Agrarische Unie" (AU). Deze werd in 1967 overgenomen door DSM en de NSM. Uiteindelijk kwam dit in 1972 in handen van de UKF, waartoe ook reeds de grootste kunstmesthandel van Nederland, Vulcaan, behoorde. Aldus werd omstreeks 1980 de Agrarische Unie Vulcaan (AUV) gevormd, later Vulcaan Meststoffenhandel BV geheten en sinds 2002 Triferto BV te Doetinchem, waarin DSM Agro en Brokking Beheer een aandeel hadden.